# 神原村立神原中学校
神原村立神原中学校（かみはらそんりつかみはらちゅうがっこう）は三重県度会郡神原村（現在の同郡南伊勢町及び志摩市）にあった公立中学校。本校と成基分校を置いていた。開校からわずか1年で廃校した。

## 概要
学制改革により、神原村立啓発小学校の校地内に本校を、神原村立成基小学校の校地内に成基分校をそれぞれ設置。しかし、開校の次の年には学校再配置により、本校は五ヶ所町立五ヶ所中学校（後の南勢町立五ヶ所中学校、現在は廃校）に、分校は磯部村立磯部中学校（現在の志摩市立磯部中学校）にそれぞれ統合されて廃校となった。

## 沿革
- 1947年（昭和22年）4月15日 - 神原村立神原中学校創立。本校を啓発小学校、成基分校を成基小学校地内に設置。
- 1948年（昭和23年）7月9日 - 学校再配置により閉校。
- 1948年（昭和24年）7月10日 - 本校の生徒は五ヶ所町立五ヶ所中学校[2]へ、分校の生徒は磯部村立磯部中学校へそれぞれ委託受け入れ。

## 所在地
- 本校：三重県度会郡神原村神津佐513[3]（神原村立啓発小学校[4]校地内）
- 成基分校：三重県度会郡神原村山原字夏草792[5]（神原村立成基小学校[6]校地内）

## 歴代校長
- 初代：堀川新栄（1947年4月15日 - 1948年7月9日）